# 1854
Il 1854 (MDCCCLIV in numeri romani) è un anno  del XIX secolo.

## Eventi
- Londra – Un'epidemia di colera causa più di 10.000 morti. Il medico John Snow identifica nel quartiere di Soho (Londra) una pompa d'acqua causa della diffusione locale dell'epidemia. I suoi studi in questa occasione sono tra quelli fondanti l'epidemiologia.
- Eugenio Barsanti e Felice Matteucci depositano a Londra il brevetto del primo motore a scoppio.
- William Wilkinson inventa il cemento armato.
- 21 gennaio – Affondamento della RMS Tayleur, un clipper che sarà definito il "primo Titanic".
- 17 febbraio – Il Regno Unito riconosce l'indipendenza dello Stato Libero dell'Orange in Sudafrica.
- 27 marzo – Il Regno Unito e la Francia dichiarano guerra all'Impero Russo
- 10 giugno – Primi laureati dell'Accademia Navale degli Stati Uniti di Annapolis (Maryland).
- 10 giugno – Lezione di abilitazione di Bernhard Riemann (Gottinga).
- 14 luglio – Lettera del capo indiano Seattle al presidente americano Franklin.
- Battaglie della guerra di Crimea:
  - 20 settembre – Battaglia dell'Alma: Un esercito anglo-francese ottenne una grande vittoria contro l'armata russa del generale Menshikov, che perse circa 6.000 soldati.
  - 25 ottobre – Battaglia di Balaklava: Primo dei due tentativi della Russia di rompere l'assedio di Sebastopoli, attaccando il campo britannico di Balaklava, importante base di rifornimento. Esito inconcludente.
  - 5 novembre – Battaglia di Inkerman: Le forze della coalizione antirussa vinsero la battaglia, conquistando l'altura di Inkerman.
- 8 dicembre – Roma: Pio IX proclama il Dogma dell'Immacolata Concezione, con la Bolla Ineffabilis (tradotta in più di 400 lingue e dialetti).
- 9 dicembre – Roma: Pio IX consacra la Basilica di San Paolo fuori le mura, ricostruita dopo l'incendio del 15 luglio 1823.

## Nati
Ci sono circa 480 voci su persone nate nel 1854; vedi la pagina Nati nel 1854 per un elenco descrittivo o la categoria Nati nel 1854 per un indice alfabetico.

## Morti
Ci sono circa 280 voci su persone morte nel 1854; vedi la pagina Morti nel 1854 per un elenco descrittivo o la categoria Morti nel 1854 per un indice alfabetico.

## Calendario
| Calendario 1854 | Calendario 1854 | Calendario 1854 | Calendario 1854 | Calendario 1854 | Calendario 1854 | Calendario 1854 | Calendario 1854 | Calendario 1854 | Calendario 1854 | Calendario 1854 | Calendario 1854 | Calendario 1854 | Calendario 1854 | Calendario 1854 | Calendario 1854 | Calendario 1854 | Calendario 1854 | Calendario 1854 | Calendario 1854 | Calendario 1854 | Calendario 1854 | Calendario 1854 | Calendario 1854 | Calendario 1854 | Calendario 1854 | Calendario 1854 | Calendario 1854 | Calendario 1854 | Calendario 1854 | Calendario 1854 | Calendario 1854 | Calendario 1854 |
| --------------- | --------------- | --------------- | --------------- | --------------- | --------------- | --------------- | --------------- | --------------- | --------------- | --------------- | --------------- | --------------- | --------------- | --------------- | --------------- | --------------- | --------------- | --------------- | --------------- | --------------- | --------------- | --------------- | --------------- | --------------- | --------------- | --------------- | --------------- | --------------- | --------------- | --------------- | --------------- | --------------- |
|                 | 1               | 2               | 3               | 4               | 5               | 6               | 7               | 8               | 9               | 10              | 11              | 12              | 13              | 14              | 15              | 16              | 17              | 18              | 19              | 20              | 21              | 22              | 23              | 24              | 25              | 26              | 27              | 28              | 29              | 30              | 31              |                 |
| Gennaio         | Do              | Lu              | Ma              | Me              | Gi              | Ve              | Sa              | Do              | Lu              | Ma              | Me              | Gi              | Ve              | Sa              | Do              | Lu              | Ma              | Me              | Gi              | Ve              | Sa              | Do              | Lu              | Ma              | Me              | Gi              | Ve              | Sa              | Do              | Lu              | Ma              |                 |
| Febbraio        | Me              | Gi              | Ve              | Sa              | Do              | Lu              | Ma              | Me              | Gi              | Ve              | Sa              | Do              | Lu              | Ma              | Me              | Gi              | Ve              | Sa              | Do              | Lu              | Ma              | Me              | Gi              | Ve              | Sa              | Do              | Lu              | Ma              |                 |                 |                 |                 |
| Marzo           | Me              | Gi              | Ve              | Sa              | Do              | Lu              | Ma              | Me              | Gi              | Ve              | Sa              | Do              | Lu              | Ma              | Me              | Gi              | Ve              | Sa              | Do              | Lu              | Ma              | Me              | Gi              | Ve              | Sa              | Do              | Lu              | Ma              | Me              | Gi              | Ve              |                 |
| Aprile          | Sa              | Do              | Lu              | Ma              | Me              | Gi              | Ve              | Sa              | Do              | Lu              | Ma              | Me              | Gi              | Ve              | Sa              | Do              | Lu              | Ma              | Me              | Gi              | Ve              | Sa              | Do              | Lu              | Ma              | Me              | Gi              | Ve              | Sa              | Do              |                 |                 |
| Maggio          | Lu              | Ma              | Me              | Gi              | Ve              | Sa              | Do              | Lu              | Ma              | Me              | Gi              | Ve              | Sa              | Do              | Lu              | Ma              | Me              | Gi              | Ve              | Sa              | Do              | Lu              | Ma              | Me              | Gi              | Ve              | Sa              | Do              | Lu              | Ma              | Me              |                 |
| Giugno          | Gi              | Ve              | Sa              | Do              | Lu              | Ma              | Me              | Gi              | Ve              | Sa              | Do              | Lu              | Ma              | Me              | Gi              | Ve              | Sa              | Do              | Lu              | Ma              | Me              | Gi              | Ve              | Sa              | Do              | Lu              | Ma              | Me              | Gi              | Ve              |                 |                 |
| Luglio          | Sa              | Do              | Lu              | Ma              | Me              | Gi              | Ve              | Sa              | Do              | Lu              | Ma              | Me              | Gi              | Ve              | Sa              | Do              | Lu              | Ma              | Me              | Gi              | Ve              | Sa              | Do              | Lu              | Ma              | Me              | Gi              | Ve              | Sa              | Do              | Lu              |                 |
| Agosto          | Ma              | Me              | Gi              | Ve              | Sa              | Do              | Lu              | Ma              | Me              | Gi              | Ve              | Sa              | Do              | Lu              | Ma              | Me              | Gi              | Ve              | Sa              | Do              | Lu              | Ma              | Me              | Gi              | Ve              | Sa              | Do              | Lu              | Ma              | Me              | Gi              |                 |
| Settembre       | Ve              | Sa              | Do              | Lu              | Ma              | Me              | Gi              | Ve              | Sa              | Do              | Lu              | Ma              | Me              | Gi              | Ve              | Sa              | Do              | Lu              | Ma              | Me              | Gi              | Ve              | Sa              | Do              | Lu              | Ma              | Me              | Gi              | Ve              | Sa              |                 |                 |
| Ottobre         | Do              | Lu              | Ma              | Me              | Gi              | Ve              | Sa              | Do              | Lu              | Ma              | Me              | Gi              | Ve              | Sa              | Do              | Lu              | Ma              | Me              | Gi              | Ve              | Sa              | Do              | Lu              | Ma              | Me              | Gi              | Ve              | Sa              | Do              | Lu              | Ma              |                 |
| Novembre        | Me              | Gi              | Ve              | Sa              | Do              | Lu              | Ma              | Me              | Gi              | Ve              | Sa              | Do              | Lu              | Ma              | Me              | Gi              | Ve              | Sa              | Do              | Lu              | Ma              | Me              | Gi              | Ve              | Sa              | Do              | Lu              | Ma              | Me              | Gi              |                 |                 |
| Dicembre        | Ve              | Sa              | Do              | Lu              | Ma              | Me              | Gi              | Ve              | Sa              | Do              | Lu              | Ma              | Me              | Gi              | Ve              | Sa              | Do              | Lu              | Ma              | Me              | Gi              | Ve              | Sa              | Do              | Lu              | Ma              | Me              | Gi              | Ve              | Sa              | Do              |                 |